# Marromeu
Marromeu  es una población de la provincia de Sofala, Mozambique. Tiene un área de 144km² y alrededor de 39400 habitantes, en la orilla derecha del río Zambeze y está rodeada por varias tribus del lugar. (18°16′S 35°53′E / -18.267, 35.883). Da nombre al parque nacional de Marromeu. Su nombre deriva de marro que significa tierra baja, barro o matope en Sena. El pueblo se estableció por orden de la Mozambique Company en 1904 (Orden nº2411 / 04 de 18 de enero). Se divide en siete distritos municipales: Kenneth Kaunda; Joaquim Chissano; Matthew Samson Mutemba; Samora Machel; 1 de mayo; 10 de agosto; 7 de abril.
El norte se limita a la provincia de Zambezia, al sur de la zona de Migugune, al este Administrativo Post-Malinga Panse y al oeste con el cargo administrativo de Chupanga.
Su economía depende de la cultura de la caña de azúcar en poder de la Compañía de Sena. La Agencia Multilateral para Garantías de Inversión (MIGA), dependiente del Banco Mundial, subvencionó un proyecto azucarero en la población.
- Datos: Q1102996
- Multimedia: Marromeu / Q1102996